# Stewart Granger
Stewart Granger (Londres, 6 de maig de 1913 − Santa Monica, 16 d'agost de 1993) va ser un actor anglès naturalitzat estatunidenc. Va marcar amb la seva elegància tots els papers que va interpretar, sobretot a Scaramouche o Els contrabandistes de Moonfleet.

## Biografia
El seu nom vertader nom era James Lablache Stewart però el va canviar per no ser confós amb l'actor James Stewart.
És el besnet del cantant d'òpera Luigi Lablache.
Stewart Granger ha estat casat moltes vegades, amb Jean Simmons en segones noces, i va tenir relacions amb Deborah Kerr i Hedy Lamarr durant el seu primer matrimoni.
Granger ha estat un dels grans seductors de la pantalla, company d'Edwige Feuillère, Rita Hayworth, Ava Gardner, Janet Leigh, Elizabeth Taylor, Grace Kelly, Debra Paget…
Heroi privilegiat de les pel·lícules d'aventures de la MGM, va ser dirigit per George Cukor, Richard Brooks (que el va posar davant de Robert Taylor) i Fritz Lang en obres més matisades.
Va estudiar al col·legi d'Epsom i volia fer medicina. L'amor pel teatre és més fort i s'inscriu en un curs d'art dramàtic de l'escola Webber-Douglas. Debuta a l'Old Vic i apareix en el cinema en petits papers des de 1933.
El 1938, es casa amb Elspeth March (1911-1999) fins a 1948. Van tenir dos fills: Jamie i Lindsey.
Es dona a conèixer interpretant sobre les escenes londinenques amb Vivien Leigh el 1937 sota el nom de Stewart Granger. Desmobilitzat després de dos anys de guerra de resultes d'una ferida, torna al teatre el 1943 amb Gaslight amb Deborah Kerr esdevenint un dels joves més vistos del cinema britànic de l'època amb el seu amic James Mason. Treballaran d'altra banda junts a diverses pel·lícules (Secret Mission, The Man in Grey (1943), Fanny by gaslight (1944)), on seran rivals.
Es fan fins i tot intercanviables, l'un fa un paper concebut per a l'altre i a l'inrevés: és així com Stewart Granger encarna el violinista Paganini a The Magic Bow previst per a James Mason.
El 1949, quan James Mason és sol·licitat per Hollywood, queda el major seductor del cinema anglès: un personatge romàntic que ell tempera tanmateix per una naturalesa desenganyada.
El 1950, Hollywood li fa al seu torn una oferta magnífica: la MGM li paga un milió de dòlars per a un contracte de 7 anys en exclusiva. La glòria internacional consagrarà la seva carrera. De 1950 a 1957, és el seu gran període de triomfs: es converteix en una estrella internacional amb diversos grans èxits.
El 20 de desembre de 1950, es casa amb l'actriu i companya a la pantalla Jean Simmons (1929-2010) fins al 12 d'agost de 1960. Van tenir un fill.
Aquest mateix any, actua de nou amb Deborah Kerr, a Les Mines del Rei Salomó (1950). Aquesta pel·lícula dona peu a rumors segons els quals ell i Deborah Kerr haurien tingut una relació extraconjugal.
És l'explorador a The Wild North (1952) amb Cyd Charisse, després l'heroi de Scaramouche (1952) amb Janet Leigh i del Presoner de Zenda (1952) amb Deborah Kerr de nou i on s'enfronta amb el seu vell company James Mason. La seva distinció aristocràtica el designa per encarnar el famós dandi de Beau Brummell (1954) amb Elizabeth Taylor.
Els cineastes se'l disputen, Fritz Lang treballarà amb ell a Els contrabandistes de Moonfleet (1955), George Cukor a Destins encreuats (1955) amb Ava Gardner, Richard Brooks a The Little Hunt.
Tanmateix el comediant té mala reputació a causa del seu caràcter irritable, difícil i capritxós. El 1956, el Daily Mirror el defineix com «l'actor anglès més impopular de Hollywood». A poc a poc, aquesta notorietat li causarà problemes per a la seva carrera.
El seu contracte amb la MGM s'acaba amb 2 pel·lícules mediocres i insignificants. Des de 1956, és naturalitzat estatunidenc però decideix tornar al seu país natal per aparèixer-hi en una sèrie de petites pel·lícules que no són en res comparables a les que van fer la seva glòria.
El 1964, es casa una última vegada amb Caroline LeCerf fins a 1969. Van tenir una filla: Samantha.
L'actor accepta rodar en petites coproduccions europees que acaben d'entelar la seva reputació. Troba, no obstant això, una recuperació de popularitat als Estats Units al començament dels anys 70 sent l'heroi d'un fulletó de TV: The Men From Shiloh.
L'actor sempre ha reconegut la seva preferència pel teatre. Pel que fa a la seva carrera cinematogràfica, és molt sever: «He interpretat en una quantitat de pel·lícules», confiava el 1970 en una entrevista a un gran setmanari estatunidenc; «algunes d'execrables, d'altres de suportables. Però mai no he fet una pel·lícula de la qual estigui orgullós… ».
Stewart Granger va morir el 16 d'agost de 1993, d'un càncer, a Santa Monica, a Califòrnia.

## Filmografia selecta
- 1943: Perfídia (The Man in Grey), de Leslie Arliss
- 1944: Els avatars de la Fanny (Fanny by gaslight), d'Anthony Asquith
- 1944: Love Story, de Leslie Arliss
- 1945: Cèsar i Cleopatra (Caesar and Cleopatra), de Gabriel Pascal
- 1947: La mansió dels Fury (Blanche Fury])', de Marc Allégret: Blanche Fury
- 1948: Saraband for dead lovers, de Basil Dearden
- 1950: King Solomon's mines, de Compton Bennett
- 1952: The wild north, d'Andrew Marton
- 1952: El presoner de Zenda (The Prisoner of Zenda), de Richard Thorpe
- 1952: Scaramouche, de George Sidney
- 1952: Miracle à Tunis, de Richard Brooks
- 1953: La reina verge (Young Bess), de George Sidney
- 1953: Tots els germans eren valents (All the brothers were valiant), de Richard Thorpe
- 1953: Salome, de William Dieterle
- 1954: Beau Brummell, de Curtis Bernhardt
- 1955: Destins encreuats, de George Cukor
- 1955: Steps in the Fog, de Arthur Lubin
- 1955: Els contrabandistes de Moonfleet, de Fritz Lang
- 1956: The Last hunt, de Richard Brooks
- 1957: The Little Hut de Mark Robson
- 1958: Harry Black and the tiger, de Hugo Fregonese
- 1960: North to Alaska, de Henry Hathaway
- 1961: The Secret Partner, de Basil Dearden
- 1962: Sodoma i Gomorra, de Robert Aldrich
- 1963: Il Giorno più corto, de Sergio Corbucci
- 1964: The Secret invasion, de Roger Corman
- 1966: The Trygon Factor, de Cyril Frankel
- 1972: The Hound of the Baskervilles
- 1978: The Wild Geese, d'Andrew V. McLaglen
- 1982: The Royal Romance of Charles and Diana de Peter Levin (TV)